# Viaud-Rücken
Der Viaud-Rücken ist ein untermeerischer Rücken im Indischen Ozean, der sich zwischen Südindien, dem Südwesten Sri Lankas und den östlichen Malediven erstreckt. Seine Morphologie ist bis heute unerforscht: Er soll zwischen 200 und 250 Kilometer lang sein und sich etwa 1700 Meter über dem Meeresboden erheben. Der Rücken wurde 1970 entdeckt und 1993 nach dem Bruder des französischen Schriftstellers Pierre Loti, Gustave Viaud, benannt, der 1865 in der Nähe starb.

## Geographie
Der Viaud-Rücken befindet sich im nördlichen Indischen Ozean, gelegen in der Lakkadivensee. Die nächstgelegenen Landmassen sind Sri Lanka mit der 650 km entfernten Hauptstadt Colombo im Nord-Nordosten, die südliche Spitze Indiens im Norden und die Malediven im Westen auf der Breite des Addu-Atolls.
Der Viaud-Rücken erhebt sich über der ozeanischen Senke des Zentralindischen Beckens, einer Tiefebene im Indischen Ozean, die zwischen dem Indischen Subkontinent im Norden und Nordwesten, dem Zentralindischen Rücken im Westen, dem Südostindischen Rücken im Süden und dem Neunzig-Grad-Ost-Rücken im Osten liegt. Er erstreckt sich über eine Länge von 200 bis 250 km und weist eine maximale Erhebung von etwa 1700 m auf. Da die Meeresböden in diesem Teil des Zentralindischen Beckens eine Tiefe von 4000 bis 5000 m erreichen, liegt der höchste Punkt des Viaud-Rückens zwischen 3300 und 2300 m unter dem Meeresspiegel.

## Entdeckung und Erforschung
Der Viaud-Rücken wurde erstmals 1970 von verschiedenen Schiffen entdeckt, die diesen Teil des Indischen Ozeans passierten. Bis 2008 war er noch nicht genau definiert, was dazu führte, dass er bei einem Gipfel zur General Bathymetric Chart of the Oceans (GEBCO) in Jeju, Südkorea, als eines von 183 unterseeischen Elementen aufgenommen wurde, die genauere geografische Koordinaten benötigten. Gemäß GEBCO und VLIZ Marine Gazetteer liegt er zwischen 1° 18′ und 2° 27′ nördlicher Breite und 75° 45′ und 77° 24′ östlicher Länge.

## Toponymie
Der Name „Viaud-Rücken“ wurde nach einer Empfehlung des Amerikaners Robert Fisher vergeben, einem Professor an der University of California in San Diego an der Scripps Institution of Oceanography in La Jolla. Der Name ehrt den Franzosen Gustave Viaud, den älteren Bruder des Schriftstellers Pierre Loti. Gustave Viaud war ein Marinearzt und Abenteurer sowie der erste Fotograf Tahitis. Er starb an Erschöpfung und Cholera während seiner Reise im Golf von Bengalen und wurde am nächsten Tag auf See bestattet.